# Центросоюзный переулок
Центросою́зный переу́лок — улица в центре Москвы в Басманном районе между Налесным и Балакиревским переулками.

## Происхождение названия
Прежнее название 2-й Переведеновский переулок дано по расположению при Новой Переведеновской улице. Современное название дано в 1923 году по находившимся в этом переулке нескольким предприятиям Центросоюза (Центрального союза потребительских обществ бывшего СССР), который был руководящей организацией потребительской кооперации страны.

## Описание
Центросоюзный переулок начинается от Налесного переулка, проходит на северо-восток параллельно Переведеновскому переулку, пересекает Балакиревский переулок и заканчивается тупиком в промышленной зоне недалеко от железнодорожной линии Казанского направления.

## Здания и сооружения
По нечётной стороне:
- № 21/1 — Хладокомбинат № 13;
- № 13, стр. 3 — МФЦ Басманного района.